# Amália de Saxe-Weimar-Eisenach
Amalia de Saxe-Weimar-Eisenach (20 de março de 1830 — 1 de maio de 1872), foi uma princesa Saxe-Weimar-Eisenach e a primeira esposa do príncipe Henrique dos Países Baixos, filho do rei Guilherme III dos Países Baixos.

## Vida

### Família
Amália era filha do príncipe Bernardo de Saxe-Weimar-Eisenach e da princesa Ida de Saxe-Meiningen (filha de Jorge I, Duque de Saxe-Meiningen). Pelo lado da mãe, era sobrinha da rainha Adelaide e do rei Guilherme IV do Reino Unido.

### Casamento
Amália conheceu o príncipe Henrique e o irmão Alexandre na ilha da Madeira em 1847. Casou-se com Henrique em Weimar a 19 de Maio de 1853 e os dois passaram a viver no Castelo de Walferdange no Luxemburgo, onde Guilherme era Estatuder. Tal como já fazia no seu país natal, Amália envolveu-se com várias organizações de caridade e tornou-se muito popular. Foi graças a ela que foram introduzidos os primeiros jardins de infância (uma ideia começada por Friedrich Fröbel) na zona. Apesar de tudo, Amália nunca teve filhos. Quando morreu em 1872, Amália foi enterrada no Nieuwe Kerk em Delft. Em 1876, a cidade de Luxemburgo inaugurou uma estátua dela na presença de Henrique.

## Genealogia
| Amália de Saxe-Weimar-Eisenach | Pai: Bernardo de Saxe-Weimar-Eisenach | Avô paterno: Carlos Augusto, Grão-Duque de Saxe-Weimar-Eisenach | Bisavô paterno: Ernesto Augusto II, Duque de Saxe-Weimar-Eisenach   |
| Amália de Saxe-Weimar-Eisenach | Pai: Bernardo de Saxe-Weimar-Eisenach | Avô paterno: Carlos Augusto, Grão-Duque de Saxe-Weimar-Eisenach | Bisavó paterna: Ana Amália de Brunsvique-Volfembutel                |
| Amália de Saxe-Weimar-Eisenach | Pai: Bernardo de Saxe-Weimar-Eisenach | Avó paterna: Luísa de Hesse-Darmstadt                           | Bisavô paterno: Luís IX de Hesse-Darmstadt                          |
| Amália de Saxe-Weimar-Eisenach | Pai: Bernardo de Saxe-Weimar-Eisenach | Avó paterna: Luísa de Hesse-Darmstadt                           | Bisavó paterna: Carolina do Palatinado-Zweibrücken                  |
| Amália de Saxe-Weimar-Eisenach | Mãe: Ida de Saxe-Meiningen            | Avô materno: Jorge I, Duque de Saxe-Meiningen                   | Bisavô materno: António Ulrico, Duque de Saxe-Meiningen             |
| Amália de Saxe-Weimar-Eisenach | Mãe: Ida de Saxe-Meiningen            | Avô materno: Jorge I, Duque de Saxe-Meiningen                   | Bisavó materna: Carlota Amália de Hesse-Philippsthal                |
| Amália de Saxe-Weimar-Eisenach | Mãe: Ida de Saxe-Meiningen            | Avó materna: Luísa Leonor de Hohenlohe-Langenburg               | Bisavô materno: Cristiano Alberto, Príncipe de Hohenlohe-Langenburg |
| Amália de Saxe-Weimar-Eisenach | Mãe: Ida de Saxe-Meiningen            | Avó materna: Luísa Leonor de Hohenlohe-Langenburg               | Bisavó materna: Carolina de Stolberg-Gedern                         |